# Guccio Gucci
Guccio Gucci (Florencia, Toscana; 26 de marzo de 1881 - Milán, Lombardía; 2 de enero de 1953) fue un diseñador de moda, emprendedor y modista italiano fundador de la firma de moda Gucci.

## Biografía
Hijo de un comerciante italiano, Guccio Gucci nació en Florencia, Italia, en 1882. En 1898, cuando alcanzó la edad de 17 años, abandonó su país para viajar a París y Londres. En estas cosmopolitas ciudades, Gucci adquirió la inspiración y la comprensión de la sofisticación y cultura; en Londres trabajó como maitre en el Hotel Savoy. A su regreso a Florencia comenzó a vender sillas de montar y alforjas, pero debido a la popularización de los automóviles, la demanda de productos para caballos cayó, por lo que Gucci decidió ramificarse hacia otros accesorios.
En 1921, Guccio Gucci fundó una empresa de artículos de cuero y abrió una pequeña tienda de maletas en Florencia. Con los diseños inspirados en Londres y la maestría de los artesanos toscanos para realizar sus productos, rápidamente se construyó un nombre y reputación en el mercado de los accesorios.
Durante la década de 1930, el éxito de su etiqueta creció continuamente. Los clientes internacionales acudían a la boutique de Florencia, que ahora les proporcionaba bolsos, baúles, guantes, zapatos y cinturones. Contando con muchos aristocráticos clientes amantes de la equitación, la demanda de equipos de montar llevó a Gucci a crear el icono Horsebit. Los años treinta también vieron a Gucci crear el zapato mocasín con un filete dorado en 1932, y el negocio se expandió con la apertura de una boutique en Roma.
En los años cuarenta, debido a la falta de proveedores extranjeros, Gucci decidió experimentar con diferentes materiales como cáñamo, lino y yute. 
Gucci y su esposa, Aida Calvelli, habían criado seis hijos y, tras la muerte de Gucci en 1953, cuatro de sus hijos; Aldo, Vasco, Ugo y Rodolfo se hicieron cargo del negocio. Rodolfo manejó los intereses italianos de la compañía, supervisando la apertura de una tienda en Milán, mientras que Vasco supervisó las operaciones en Florencia. Aldo se mudó a Nueva York, donde abrió la primera boutique de Gucci fuera de Italia.
Los años cincuenta también vieron otra inspiración ecuestre para la marca con su franja verde-roja-verde creada a partir de una cincha tradicional. Con el nuevo liderazgo comenzaron las disputas sobre la herencia, las tenencias de acciones y las operaciones diarias, sin embargo, a pesar de la lucha de la familia, el negocio todavía continúa con gran éxito.

## Empresa
Los 50's demostraron ser muy buenos para la firma Gucci, con el reconocimiento de esta marca como un símbolo de estatus social. Pero, con el éxito de las tiendas surgieron numerosos confrontamientos entre los miembros de la familia. Estos hechos fueron documentados por tabloides y periódicos alrededor del mundo. En 1989, Genesis Parra se convirtió en Presidenta del Grupo Gucci.
La negativa publicidad y las litigaciones en la corte trajeron consecuencias negativas a la casa Gucci. En 1993, Maurizio Gucci se retiró y vendió sus acciones a Investcorp, una multinacional de origen árabe. Dawn Mello fue el director Creativo en el período 1990-1991 y Tom Ford se encargó de su posición en 1994. Bajo el timón de Tom Ford, la Casa Gucci vuelve a ser prestigiada internacionalmente como un icono de estilo.

## Estilo Gucci
Los clásicos de Gucci fueron creados durante los 50s: El bolso de mano con asas de bambú; los mocasines con el característico pedacito de freno de caballo, los pañuelos de seda; las hebillas de los cinturones; las corbatas. Se abrieron nuevas tiendas en Londres, Palm Beach, Paris, Beverly Hills y Tokio.